# Ubaye
Die Ubaye ist ein Gebirgsfluss in Frankreich, der in der Region Provence-Alpes-Côte d’Azur verläuft. Sie entspringt im französischen Teil der Cottischen Alpen, nahe der italienischen Grenze, beim Col du Loup im Gemeindegebiet von Saint-Paul-sur-Ubaye. Sie entwässert mit starkem Gefälle Richtung Südwest bis West und mündet nach rund 83 Kilometern an der Gemeindegrenze von Le Sauze-du-Lac und La Bréole im Rückstau des Lac de Serre-Ponçon als linker Nebenfluss in die Durance. Auf ihrem Weg durchquert die Ubaye das Département Alpes-de-Haute-Provence und bildet etwa auf den letzten drei Kilometern die Grenze zum benachbarten Département Hautes-Alpes.

## Orte am Fluss
(Reihenfolge in Fließrichtung)
- Saint-Paul-sur-Ubaye
- La Condamine-Châtelard
- Jausiers
- Barcelonnette
- Les Thuiles
- Méolans-Revel
- Le Lauzet-Ubaye
- Le Sauze-du-Lac

## Tourismus
Die Ubaye ist ein Wildwasserfluss auf dem Kanu- und Raftingsport betrieben werden. Der Schwierigkeitsgrad wechselt deutlich in den verschiedenen Abschnitten. Im oberen Teil bis Les Thuiles sind die Schwierigkeiten moderat. Danach nehmen diese deutlich zu und steigern sich in einem kurzen gefällstarken Abschnitt zwischen La Fresquière und Le Martinet bis in den oberen Bereich der  Wildwasserschwierigkeitsskala. Danach nehmen die Schwierigkeiten etwas ab und steigern sich dann ab Le Lauzet-Ubaye in der Royal-Schlucht erheblich bis an den Rand der Befahrungsmöglichkeit. 
In den Bergen des Oberlaufes wird Wintersport betrieben.